# Sải cánh

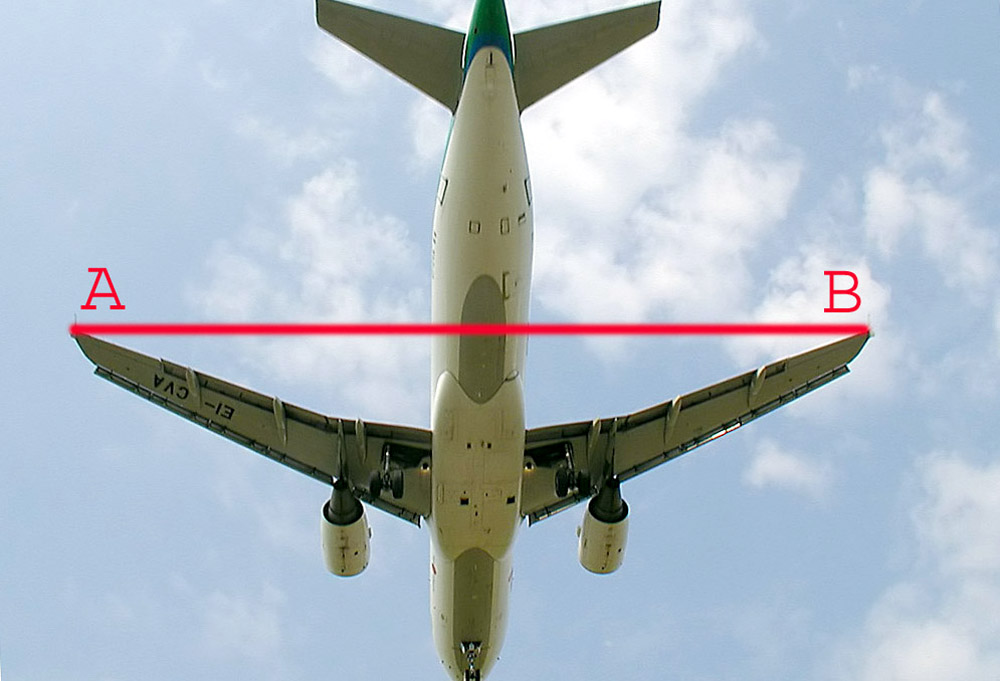
Khoảng cách giữa 2 điểm AB là sải cánh của máy bay

Sải cánh (hay sải cánh máy bay) của một máy bay là khoảng cách từ đầu mút của cánh trái đến đầu mút của cánh phải. Chẳng hạn, Boeing 777 có sải cánh khoảng 60 m (200 feet).
Thuật ngữ sải cánh, nó nói đến kỹ thuật nhiều hơn, cũng được sử dụng cho chim, và những động vật có cánh khác, như bộ thằn lằn bay, dơi, sâu bọ... Chẳng hạn, một con chim hải âu bị bắt vào năm 1965 có sải cánh là 3.63 m, một kỷ lục cho một con chim còn sống.

## Sải cánh của máy bay
Sải cánh của một máy bay luôn được đo trên một đường thẳng, từ đầu mút cánh bên này đến đầu mút cánh bên kia. không phụ thuộc hình dạng của cánh cố định hay cánh cụp.

### Những liên quan cho thiết kế máy bay
Những máy bay với một sải cánh dài nói chung thường hiệu quả hơn vì nó chịu lực ma sát và lực xoắn tốt hơn, nên không gây ảnh hưởng nhiều đến cánh. Tuy nhiên, những cánh dài có nghĩa là máy bay có một mô men quán tính lớn hơn quanh nó dọc theo trục máy bay và bởi vậy không thể lộn vòng nhanh và ít có khả năng thao diễn hơn. Như vậy, máy bay chién đấu và máy bay nhào lộn trên không thường chọn sải cánh ngắn hơn để tăng khả năng thao diễn.
Từ tổng số lực nâng, cánh sinh ra một lực cân đối tới bề mặt cánh, những máy bay với cánh ngắn phải có một dây cung dài. Một tỷ lệ máy bay và sải cánh của nó tới dây cùng là rất quan trọng trong việc xác định những đặc trưng của nó, và các kỹ sư hàng không gọi giá trị này là tỷ lệ hướng của một cánh.

## Sải cánh của động vật
Để đo sải cánh của một con chim, người ta dùng một thước kẹp hay thước dây để đo từ đầu mút cánh bên này tới đầu mút cánh bên kia, sao cho khoảng cách giữa 2 đầu mút trên một đường thẳng là dài nhất.

## Sải cánh trong thể thao
Trong bóng rổ và bóng đá Bắc Mỹ, một đầu ngón tay đến một đầu ngón tay được dùng để xác định sải cánh của một người chơi. Cái này cũng được gọi là tầm với trong thuật ngữ quyền anh.